# Catching Rays on Giant
Catching Rays on Giant – szósty studyjny album Alphaville, wydany w roku 2010.
Płyta w Polsce osiągnęła status złotej.

## Lista utworów[2]

### Wersja oryginalna
1. „Song for No One” – 3:31
2. „I Die for You Today” – 3:47
3. „End of the World” – 3:58
4. „The Things I Didn't Do” – 4:38
5. „Heaven on Earth (The Things We've Got to Do)” – 4:44
6. „The Deep” – 4:21
7. „Call Me” – 3:45
8. „Gravitation Breakdown” – 4:14
9. „Carry Your Flag” – 4:53
10. „Phantoms” – 3:38
11. „Miracle Healing” – 5:04

### Wersja Deluxe
1. „I Die for You Today (Original Demo Version)” – 3:33
2. „Call Me (Original Demo Version)” – 3:29
3. „Fallen Angel (Orchestral Demo Version)” – 3:34
4. „Forever Young 2001 (Factory Mix)” – 4:21